# Zenon Krzywański
Zenon Krzywański (ur. 28 listopada 1928 w Mikstacie, zm. 25 maja 2022 w Poznaniu) – polski biolog, fizjolog roślin, profesor.

## Życiorys
Maturę zdał w liceum w Pile (1949) i od razu rozpoczął studia w Studium Ogrodniczym Wydziału Rolniczego Uniwersytetu Poznańskiego, które ukończył w 1954 (praca magisterska w Katedrze Fizjologii Roślin, gdzie został asystentem w 1953). Doktoryzował się w 1963 na Wydziale Rolniczym (promotorem był prof. Jan Wojciechowski). Praca doktorska została nagrodzona Medalem 40-lecia Akademickich Studiów Rolniczych i Leśnych w Poznaniu. W latach 1964–1965 odbył staż w Moskwie (Instytut Biochemii i Katedra Fizjologii Roślin Uniwersytetu Moskiewskiego, prof. B. A. Rubin). Habilitował się w 1970 (Instytut Biologii Stosowanej). Praca habilitacyjna również została nagrodzona, tym razem przez Ministra Nauki, Szkolnictwa Wyższego i Techniki. W 1973 został docentem, w 1982 profesorem nadzwyczajnym, a w 1993 profesorem zwyczajnym.
Od 1975 do 1981 był wicedyrektorem Instytutu Przyrodniczych Podstaw Produkcji Roślinnej oraz kierownika Zakładu Fizjologii Roślin. W latach 1981–1987 był dziekanem Wydziału Ogrodniczego, a od 1991 do 1996 prorektorem do spraw nauki. W latach 1989–1991 był delegatem Akademii Rolniczej w Poznaniu do Rady Głównej Nauki i Szkolnictwa Wyższego. Uczestniczył w pracach Poznańskiego Towarzystwa Przyjaciół Nauk, gdzie m.in. był przewodniczącym Komisji Nauk Rolniczych. Pozostawał członkiem Komitetu Fizjologii, Genetyki i Hodowli Roślin PAN, rady redakcyjnej czasopisma Acta Agrobotanica, jak również Instytutu Dendrologii PAN w Kórniku. W 1999 przeszedł na emeryturę.

## Zainteresowania naukowe
Do jego głównych zainteresowań naukowych należała fizjologia reagowania i odporności roślin na czynniki stresowe (m.in. patogeny grzybowe, czy susze), co było tematyką pionierską w skali krajowej i doprowadziło do uformowania się grupy naukowców zainteresowanych tymi zagadnieniami. Był autorem, bądź współautorem 98 opublikowanych opracowań naukowych, w tym sześćdziesięciu rozpraw. Wypromował sześciu doktorów.

## Odznaczenia
Został uhonorowany m.in.: Krzyżem Komandorskim i Krzyżem Kawalerskim Orderu Odrodzenia Polski, Medalem Komisji Edukacji Narodowej i Medalem 100-lecia Uniwersytetu Poznańskiego.